# Edouard Sandoz
Pour les articles homonymes, voir Sandoz (homonymie).
Edouard Sandoz (né Edouard Constant Sandoz le 28 octobre 1853 à Bâle, mort le 9 janvier 1928 à Lausanne) était un industriel suisse, cofondateur avec Alfred Kern de la société Sandoz (aujourd'hui Novartis).

## Biographie
Après sa scolarité à Bâle et Lausanne, il fait à 18 ans, en 1871, un apprentissage dans un commerce de soierie à Bâle. De 1878 à 1880, il travaille à Paris, puis il est employé dans une entreprise de produits chimiques Durant & Huguenin à Bâle.
En 1886, il crée sa propre entreprise avec le chimiste Alfred Kern qui meurt brusquement en 1893. D'abord, l'entreprise s'appelle Fabrique de produits chimiques Kern et Sandoz, puis Sandoz & Cie pour devenir finalement une société anonyme Sandoz S.A. Édouard Sandoz quitte la présidence en 1895.
À partir de 1896, il habite à Lausanne dans une grande propriété la campagne du Denantou.
Il a trois fils :
- Édouard-Marcel Sandoz (1881-1971)
- Aurèle-Gilbert Sandoz (1884-1952)
- Maurice-Yves Sandoz (1892-1958)[1]